# Apostolska nunciatura v Etiopiji
Apostolska nunciatura v Etiopiji je diplomatsko prestavništvo (veleposlaništvo) Svetega sedeža v Etiopiji, ki ima sedež v Addis Abebi.
Trenutni apostolski nuncij je Luigi Bianco.

## Seznam apostolskih nuncijev
- Joseph Francis McGeough (9. maj 1957 - 17. september 1960)
- Giuseppe Mojoli (27. september 1960 - 14. november 1969)
- Paul-Marie-Maurice Perrin (16. januar 1970 - 1972)
- Ippolito Rotoli (15. november 1972 - 10. januar 1974)
- Raymond Philip Etteldorf (21. junij 1974 - oktober 1982)
- Thomas A. White (1. marec 1983 - 14. oktober 1989)
- Patrick Coveney (25. januar 1990 - 27. april 1996)
- Silvano Maria Tomasi (27. junij 1996 - 10. junij 2003)
- Ramiro Moliner Inglés (17. januar 2004 - 26. julij 2008)
- George Panikulam (24. oktober 2008 - 14. junij 2014)
- Luigi Bianco (12. julij 2014 - danes)